# Regalna prava
Regalna prava su stvarnopravna ovlaštenja vladara koja mu donose imovinski prihod. Vladaru su bile priznate regalije na javnim putevima, plovnim rijekama, lukama, rudnicima i solanama. Feudalci su s vremenom stjecali određena vladareva prava pa i regalna koja su postupno proširivali. Tako su proširili pravo na sve tekuće vode pa su osnovali i regalno pravo mlinarenja (prvi Mleci) regalna prava na rudnike (tko je našao rudu morao je prvo od kralja tražiti koncesiju na eksploataciju rude), solane.